# Национална геомагнитна обсерватория (Панагюрище)
Национална геомагнитна обсерватория в Панагюрище е в структурата на Националния институт по геофизика, геодезия и география при Българската академия на науките.

## Дейност
В геомагнитната обсерватория се поддържа единственият в България международен геомагнитен стандарт чрез абсолютни и сравнителни геомагнитни измервания. Следи се ежедневното изменение на параметрите на земното магнитно поле. Изработват се карти на елементите му. Основни потребители на събраната информация са Военно-географската служба на Министерството на отбраната, Агенция по кадастъра при Министерството на регионалното развитие и благоустройството и всички производствени организации, занимаващи се с проучване на полезни изкопаеми чрез магнитопроучвателни методи. Данни за състоянието на земното магнитно поле се използват в навигацията и за нуждите на радиосъобщенията.

## История
В началото на 30-те години на XX век, във връзка с изработването на нова топографска карта на България, пред Географския институт при Министерството на войната възниква необходимост от геомагнитни данни за България. На математика Христо Калфин, началник на Изчислителното отделение към Географския институт, се възлага да създаде магнитна служба, чиято основна цел е да проучи въпроса за земния магнетизъм – научно и приложно. През 1934 г. той заминава за три месеца в Геомагнитна обсерватория в Нимек, Германия, където се запознава с основните изисквания, свързани с избора на място, архитектурния вид, големината и начина на изграждане на вариационната и абсолютната къща. Обсерваторията е открита официално на 7 ноември 1937 г.